# Pradera (Valle del Cauca)
Pradera es uno de los 42 municipios que conforman el departamento del Valle de Cauca en Colombia, localizado en la zona sur del departamento. Es un municipio de pequeños contrastes geográficos; con extensas y calientes cordilleras y praderas sembradas de caña de azúcar junto a ingenios azucareros.
Pradera se caracteriza por una población que celebra numerosas festividades: en octubre la Feria del Dulce con verbenas, cabalgatas y diferentes actos; en febrero el Festival de Música Andina; en mayo realiza el Festival del Arte; la Feria Microempresarial en noviembre y el aniversario de María Inmaculada en diciembre. Sus principales sitios naturales son el charco del Río Bolo, la quebrada La Cristalina, el balneario natural el Potrerito, la reserva y cabildo Indígena Páez, la Piedra del Canadá o Piedra Grande, Lusitania, El Oasis, Chapultepec, El Portón del cielo y varios lagos de pesca como los del Ingenio Castilla. Son famosos sus sancochos en fogón de leña, el champús, tamales, rellenas y postres de arroz de leche y panelas. Además de la caña es productora de plátano, fríjol, maíz, chontaduro, y cacao. Sus principales ríos son el Bolo, el Párraga y el Vílela.

## Vías de comunicación
- Aéreas: por ser un municipio de segundo orden no cuenta con un terminal aéreo
- Terrestres: Vía Cali - Candelaria - Pradera
- Vía Cali - Palmira - Pradera
- Vía Cali - Florida - Pradera
- Fluviales: por ser un municipio en el valle no cuenta con un medio de transporte fluvial

## Historia
Fecha de fundación: 15 de octubre de 1862 (162 años).
Nombres de los fundadores: Rafael González Camacho, Sergio Carvajal, Sixto María Sánchez, Sixto Prado Concha y Apolinar Obregón.
En el siglo XIX, el caserío del Bolo dependía del municipio vecino de Palmira, para 1860 se propuso elevarla a la categoría de aldea, sugiriéndose varios nombres tales como Mosquera y Nazaret: el primero en relación con Tomás Cipriano de Mosquera quien en varias ocasiones asumió la presidencia de la República en la década de 1860 al 70 y finalmente en 1871 cuando fue elegido presidente del estado soberano del Cauca.
En 1867 se acogió el nombre de Pradera "Tierra de Prados"; en diciembre de 1870, por ordenanza municipal, se erigió en municipio con veredas que tenían comisario o alguacil, y en 1871 se instaló y entró en funcionamiento la primera destilería oficial del municipio.
Hacia 1917 llega el primer automóvil, en 1925 llega el Ferrocarril del Pacífico y en 1929 se instala la primera planta eléctrica de 90 kW .

## División Político-Administrativa
Además de su Cabecera municipal. Pradera tiene bajo su jurisdicción los siguientes Centros poblados:
- El Recreo
- La Cruz
- La Feria
- La Granja
- La Tupia
- Lomitas
- Potrerito

## Economía
Desde la creación del distrito de Pradera, mediante Ordenanza n.º 1 del 27 de enero de 1871, la base económica del municipio ha sido la agricultura y la ganadería. El comercio se constituye como una actividad de menor escala.
A partir de la década de 1991, con la apertura económica y la internacionalización de la economía, los problemas se agudizaron y se comprobó la fragilidad del sector agropecuario. Como consecuencia de lo anterior, ciudades como Cali y Palmira se han constituido en polos de generación de empleo, intensificando las rutas a estas ciudades lo que en últimas se revierte en una baja participación comunitaria y en la pérdida del sentido de pertenencia e identidad con el municipio.
Para cambiar el modelo económico vigente, se propone: primero, hacer una revisión del uso del suelo enfatizando en la mitigación, solución de los conflictos sobre el uso y manejo de este recurso, y segundo, conformando un reagrupamiento de los corregimientos por regiones productivas, de acuerdo con las condiciones ecológicas y ambientales de cada una de ellas, integrándolas y dándoles autonomía y capacidad de autogestión para lograr su propio desarrollo.
La economía de Pradera gira en torno al cultivo de la caña de azúcar como el ingenio Central Castilla y los trapiches El Vergel y Santa Helena. También se destaca en el cultivo de la habichuela. 

### Industria
El municipio tiene microempresas en los sectores de: dulces, cueros, artesanías, repuestos y la industria del nitrato de plata.

## Geografía

### Descripción física
Comprende zonas planas y montañosas y cuenta con ríos, como el Bolo, Párraga y Vílela, sus actividades económicas son la agricultura, ganadería, minería, comercio y explotación forestal.
Cuenta con infraestructura básica para todos los servicios públicos, 7 colegios, 25 escuelas, bancos, hospital, seguro social, estadio, parques, iglesias y un amplio territorio donde predomina el cultivo de la caña.

### Límites del municipio
Limita al norte con Palmira (Quebrada Flores Amarillas); al sur con Florida (río Párraga); al oriente con el departamento del Tolima (Cordillera Central de los Andes) y al occidente con Candelaria (río Párraga)
Extensión total: 407 km²
Extensión área urbana: 152 km²
Extensión área rural: 255 km²
Altitud de la cabecera municipal (metros sobre el nivel del mar): 1.070 m s. n. m.
Tº media: 25 °C
Distancia de referencia: 50 km de Cali

## Ecología
Su hidrología es abundante, tiene tres grandes ríos, Bolo Blanco, Bolo Azul y Bolo, además, los ríos Vilela y Párraga, 12 quebradas, 4 lagunas y el parque natural Nirvana, situado en el corregimiento del Arenillo. La Asociación de Usuarios del Río Bolo, "Asobolo" por su trabajo en la conservación de la cuenca hidrográfica, se ganó el derecho de representar a Colombia en el Encuentro Mundial sobre Aguas y Ríos en Kioto, Japón.

## Símbolos

### Bandera
Azul: significa el espacio infinito, es el cielo que sirve de techo a Pradera. Verde Esmeralda: las praderas, las zonas verdes, los campos que rodean el pueblo, sus recursos naturales y la esperanza de ser cada día mejores. Amarillo: significa el poder, la luz, la riqueza y la sabiduría. El Rojo: la alegría de sus gentes, la fortaleza y la nobleza de su especie.
El creador de esta bandera fue el periodista y exalcalde Hernán Barona Sosa, el concejo lo acogió como tales mediante acuerdo No 019 de 1986 y el alcalde lo institucionalizó por decreto No 060 de 1986.

### Escudo
Este escudo fue creado por el periodista Hernán Barona Sosa y la elaboración artística fue hecha por el maestro Belisario Gómez. El concejo lo acogió como tal mediante acuerdo No 019 de 1986 y el alcalde lo institucionalizó por decreto No 060 de 1986
Cuartel Superior (Diestro): Están los símbolos representativos del municipio:
La hermosa torre del templo parroquial que se puede apreciar desde lejos el río Bolo que atraviesa el municipio de oriente al sur las palmas y árboles del parque y al fondo el paisaje montañoso que secunda el nacimiento del sol por el oriente. 
Cuartel Superior (Siniestro): Se aprecia un pergamino con las fechas clásicas. Así:
1862, fundación del caserío Bolo arriba.
1867, reconocimiento como aldea de la Pradera con total independencia económica y administrativa, en su categoría de Municipio
Cuartel Inferior (Diestro):
Sobre un fondo de franjas oblicuas de color gris-pizarra y amarillo oro, se destacan los piñones que simbolizan el progreso y la industria de la mata de caña de azúcar, símbolo de nuestro cultivo por excelencia, de la cual se extrae el más dulce guarapo para producir el azúcar y la panela, uno de los productos industriales más importantes de nuestra región. 
Cuartel Inferior (Siniestro):
Una mano porta la antorcha que es símbolo de libertad y también consigna el "siempre adelante en busca del futuro", el escudo tiene sobre el campo, una banda color amarillo con el nombre del municipio; sobre esta banda a modo de cimera va la enredadera, La campanilla, y su bella flor, a su lado la hermosa figura iridiscente y aerodinámica del ave llamada colibrí o chupaflor, representan lo más común de nuestra flora y fauna que a diario vemos en los solares y jardines de Pradera.
En la parte superior en forma de arcosa esta el lema; “PAZ-TRABAJO-AMOR”, es la enseña que denota nuestra idiosincrasia e identidad humana y social.

## Himno
| Autor: Hernán Barona Sossa HIMNO DE PRADERA Salve Villa de luz mi Pradera Donde rinde el trabajo creador En cosecha de óptimos frutos Una vida de Paz y de Amor I En tu iglesia tu torre cristiana Puente esbelto tendido hacia Dios Guarda el místico son la campana Dando al aire metálica voz. | II Te circunda el río Bolo, apacible, Que humedece la espiga estival De los dones agrarios que lleva En su entraña el albor cereal. III Muele el trapiche la entraña más dulce Del fruto que altivo tu suelo le afrenda La miel es el aire cargado de aromas El rubio herboso que expande su don. IV Tus mujeres altivas y bellas Son tesoro de raro valor, Madres, hijas, hermanas y esposas de tu cívico empuje son el motor. | V Añoramos volver a tus lares Bajo el techo fraterno al calor a medir con recuerdos de infancia De tus calles su ensueño y primor. VI Savia joven reserva en tus hijos La primicia de un tiempo mejor Cuando el brazo y la mente enlazados Cambia en alegre progreso su ardor. VII Con su impulso y aliento de gloria Como ave arrullante pusiste La bondad es blasòn de tu escudo Y con ella en la historia surgiste |

Pradera tiene muchas escuelas y colegios, entre los más destacados están la Institución Educativa Ateneo, que cuenta con 5 sedes y más de 1500 alumnos. La Institución Educativa Alfredo Posada Correa que cuenta con 6 sedes y la Institución Educativa Francisco Antonio Zea.

## Arte y cultura
De la gastronomía pradereña se destacan el sancocho de Gallina, el masato, el arroz atollado, el champús, el mango viche, el chontaduro, chancarina, el pandebono, el manjar blanco,  el pandeyuca, la manga,  los aborrajados, la gelatina de pata,  entre muchas otras delicias.
Entre los artistas más destacados se puede nombrar a Willy Caicedo (poeta y escritor), a Juan Camilo Sierra (músico y actor), a Erika Cuastumal (bailarina profesional) y a Hernán Barona Sosa, autor del himno municipal.

## Servicios públicos
- Energía Eléctrica: Celsia, es la empresa prestadora del servicio de energía eléctrica.[3]
- Gas Natural: Gases de Occidente es la empresa distribuidora y comercializadora de gas natural en el municipio.